# Сінґу (Вакаяма)
Сінґу (яп. 新宮市, しんぐうし, сінґу сі ) — місто в Японії, у південно-східній частині префектури Вакаяма.
Засноване 1 жовтня 1933 року шляхом об'єднання таких населених пунктів:
- містечка Сінґу повіту Хіґасімуро (東牟婁郡打田町)
- містечка Мівасакі (三輪崎町)

Сінґу лежить у гирлі річки Кумано, на узбережжі Тихого океану. Середньовічне містечко, на основі якого виникло сучасне місто, лежало біля великого святилища Кумано-Хаятама, однієї з трьох святинь регіону Кумано, так званих «трьох куманських гір». 
У період Едо (1603–1867) в Сінґу був збудований замок намісників з роду Мідзуно. Саме містечко було складовою частиною Вакаяма-хана.
Сучасне Сінґу є центром лісозаготівлі, деревообробки та виготовлення паперу. 
У місті є багато старих святилищ, храмів і музеїв. Щороку їх відвідують тисячі туристів з Японії та з-за кордону.